# Donaubrücke Leipheim
Die Donaubrücke Leipheim ist Teil der Bundesautobahn 8 und überspannt in Schwaben zwischen Ulm und Günzburg westlich von Leipheim bei Flusskilometer 2567,51 die Donau und ihr Vorland mit der Bahnstrecke Augsburg–Ulm. Das Bauwerk liegt zwischen dem Autobahnkreuz Ulm/Elchingen und der Anschlussstelle Leipheim. Die Brücke wurde erstmals 1937 dem Verkehr übergeben.

## Brücke von 1937

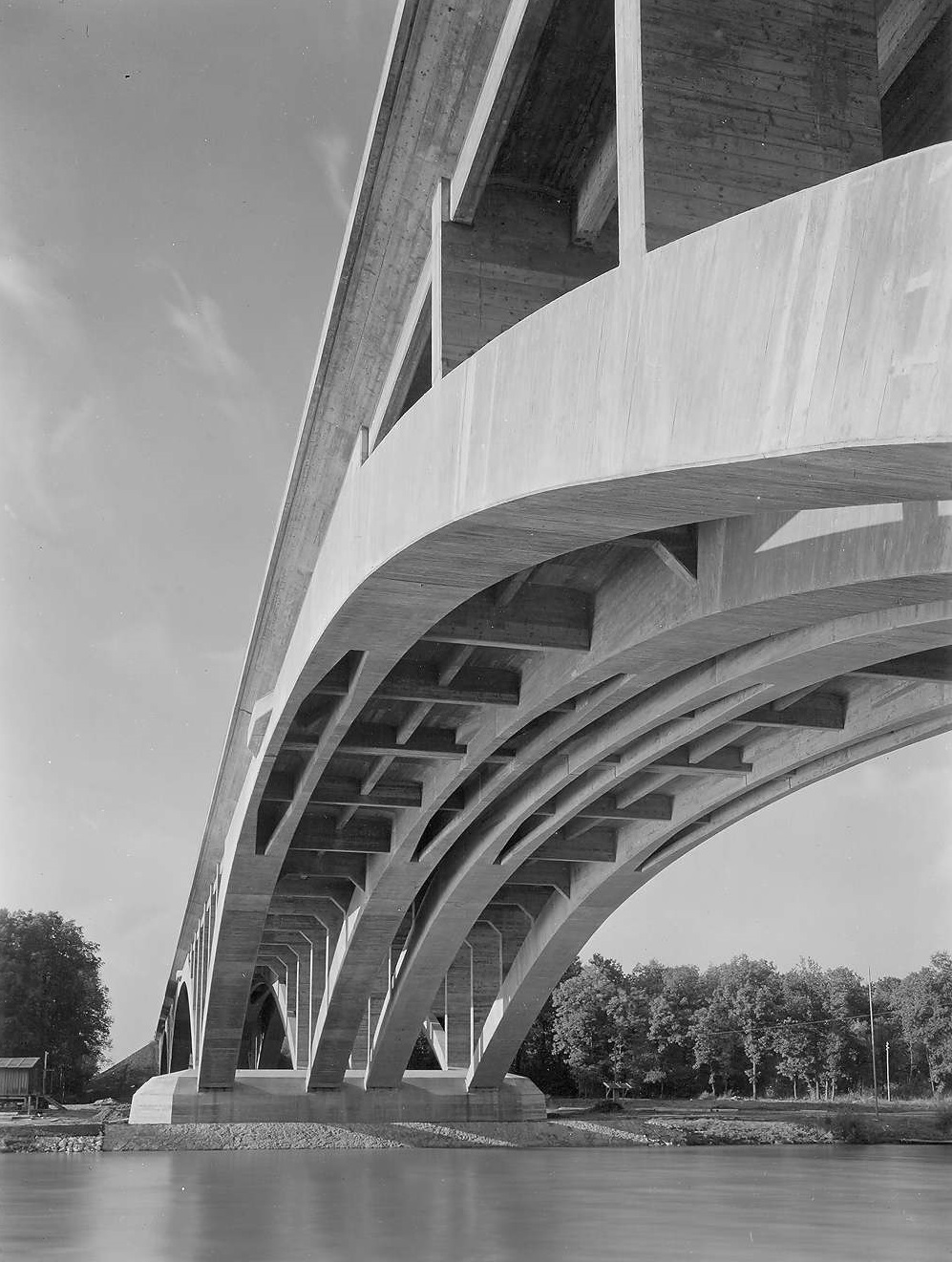
Unterseite der Stahlbeton-Bogenbrücke von 1937

Im Jahr 1935 begannen im Rahmen des Baus der Reichsautobahn Stuttgart–München die Bauarbeiten an der Donaubrücke Leipheim. Der Bau der Großbrücke gehörte zu den Vorzeigeprojekten im nationalsozialistischen Deutschen Reich und wurde entsprechend ausführlich publizistisch begleitet. Das Ölgemälde Donaubrücke bei Leipheim (1935–1936) von Carl Theodor Protzen zeigt die Baustelle mit den vier hölzernen Lehrgerüsten der Brückenbogen.
Die von Willy Stöhr unter künstlerischer Beratung von Paul Bonatz entworfene Stahlbetonbrücke bestand in Längsrichtung aus vier Dreigelenkbogen mit Spannweiten von 73 m, 80 m, 85 m und 78 m. Als Verhältnis zwischen Pfeilhöhe und Spannweite war 1/7 gewählt worden. Das insgesamt 359,22 m lange Bauwerk besaß für jede Richtungsfahrbahn eine 10,8 m breite Fahrbahnplatte. Diese war als fünfstegiger Plattenbalken ausgeführt, der in Abständen von 6,5 m bis 7,4 m mit 0,5 m dicken Querrahmen auf zwei Betonbogenrippen aufgeständert war. Die Betonbogen waren 2,2 m breit und in einem lichten Abstand von 4,6 m angeordnet. Sie hatten einen U-förmigen Querschnitt mit einer maximalen Höhe von 2,2 m. Im Scheitel verschmolz die Bogenrippe mit der Fahrbahnplatte. Christian Menn zählt die alte Donaubrücke Leipheim aufgrund ihrer außerordentlich sorgfältigen Gestaltung, die stark an die Bogenbrücken von Robert Maillart erinnert, zu den wenigen beachtenswerten Ingenieurbaukunstwerken der Reichsautobahnen.
Die Brücke wurde im April 1945 durch eine Sprengung stark beschädigt. Der Wiederaufbau begann 1946, die Einweihung fand am 13. September 1948 statt.
Aufgrund eines schlechten Bauwerkszustandes und des geplanten Ausbaus der Bundesautobahn auf sechs Fahrstreifen wurde von 1996 bis 2001 die Bogenbrücke durch einen Neubau ersetzt. Zuerst wurde unmittelbar westlich der bestehenden Konstruktion das erste Teilbauwerk errichtet, dann folgte der Abbruch der alten Brücke im Herbst 1999 mit Hilfe einer Sprengung und schließlich wurde an der Stelle der alten Brücke das zweite Teilbauwerk hergestellt.

## Brücke von 2001
Das neue, 375 m lange Bauwerk besteht aus zwei je 19,5 m breiten Überbauten und weist einen Durchlaufträger mit sechs Feldern als Bauwerkssystem in Längsrichtung auf. Die Stützweiten betragen 45 m, 55 m, 70 m, 90 m, 70 m und 45 m. In Querrichtung besitzt jeder Überbau einen einzelligen Spannbetonhohlkasten, der in Längs- und Querrichtung vorgespannt ist.
Der Brückenabschnitt über der Donau wurde im Freivorbau hergestellt.